# David Allen Bawden
David Allen Bawden (Oklahoma City, 22 september 1959 – Kansas City, 2 augustus 2022) was een Amerikaanse leek die in 1990 door een zeer klein groepje post-sedevacantistische katholieken tot tegenpaus werd gekozen en daarbij de naam Michael I heeft aangenomen.
Deze groep uit de Verenigde Staten meent dat er na de dood van Paus Pius XII geen rechtmatige pausverkiezingen zijn geweest, hetgeen zich uit in de nieuwlichterijen die de laatste halve eeuw zijn doorgevoerd in de Rooms-Katholieke Kerk. Overigens moet de grootte van de schare volgelingen van Michael I niet worden overschat: aan zijn verkiezing deden enkel hijzelf, zijn ouders, het echtpaar Hunt en initiator Teresa Stanfill-Benns mee. Ze vond plaats op 16 juli 1990 in Belvue, Kansas.